# 114e régiment de fusiliers motorisés de la Garde
Pour la 70e brigade de fusiliers motorisés de la Garde existant entre 1980 et 1989, voir 70e brigade de fusiliers motorisés de la Garde soviétique.
Pour les articles homonymes, voir 114e régiment, 123e division et 129e division.
Le 114e régiment de fusiliers motorisés de la Garde (en russe : 114-й гвардейский мотострелковый полк, abrégé 114-й гв. мсп), de son nom complet le 114e régiment de fusiliers motorisés de la Garde Doukhovsko-Khinganski des ordres de la révolution d'Octobre, du Drapeau rouge et de Souvorov (en russe : 114-й гвардейский мотострелковый Духовщинско-Хинганский ордена Октябрьской Революции, Краснознамённый, ордена Суворова полк), numéro d'unité militaire 24776, est une unité des forces terrestres russes.
L'unité fait partie de la 127e division de fusiliers motorisés de la 5e armée combinée du district militaire est, basée à Oussouriïsk dans le kraï du Primorié. Le régiment est sous la tutelle du diocèse de Vladivostok de l'Église orthodoxe russe.

## Historique
L'unité hérite des traditions d'une unité soviétique antérieure, la 119e division de fusiliers (ru), créée le 19 août 1939 à Krasnoïarsk. En 1941, elle participe à la défense de Moscou.
Le 17 mars 1942, la division est rebaptisée 17e division de fusiliers de la Garde (ru). Le 6 juillet, l'unité est encerclée mais évite de peu la capture en se repliant vers la région de Patrouchino-Lba. L'unité perd 3 822 soldats, 1 759 autres parviennent à fuir.
En juillet-août 1943, la division participe à la bataille de Koursk et à la bataille de Smolensk depuis la ligne de front Doukhovchtchina-Smolensk-Roslavl. Le 29 septembre 1943, pour la prise de la ville de Roudnia, la division reçoit l'ordre du Drapeau rouge.
Le 9 avril 1945, elle participe à la bataille de Königsberg et à la libération de la péninsule de Sambie occupée par les Allemands. Le 17 avril 1945, la division achève la guerre en Europe.
Après le début de la guerre soviéto-japonaise en août 1945, la 17e division opère jusqu'aux cols du Grand Khingan, s'emparant de  la capitale de la Mongolie intérieure, la ville de Wangin Süm. La formation est l'une des premières à franchir la crête du Khingan et à atteindre la ville de Mukden. Le 23 août 1945 a lieu une ultime bataille contre les Japonais, pour laquelle la division reçoit le titre honorifique « Khinganski ». La division est ensuite stationnée dans la ville de Jinzhou jusqu'en mai 1955.
En 1957, la 17e division de fusiliers de la Garde est réorganisée en 123e division de fusiliers motorisés de la Garde,. En 1989, son nom change en 129e division de mitrailleuses et d'artillerie de la Garde.
La 70e brigade indépendante de fusiliers motorisés de la Garde est créée en 2011 en reprenant les traditions de la 129e division.
En 2018, la brigade est réorganisée en 114e régiment de fusiliers motorisés de la Garde en héritant toujours des traditions et ordres des unités antérieures. Le régiment fait partie de la 127e division de fusiliers motorisés.
Déployée sur le front Est de l'invasion russe de l'Ukraine, le régiment est engagé dans la bataille de Sievierodonetsk en 2022 et dans la contre-offensive ukrainienne de 2023.